# (14452) 1992 WB9
(14452) 1992 WB9 là một tiểu hành tinh vành đai chính. Nó được phát hiện bởi Henry E. Holt ở Đài thiên văn Palomar ở Quận San Diego, California, ngày 25 tháng 11 năm 1992.